# Chiro Philippinen
Chiro Philippinen (Filipino: Chiro Pilipinas) ist ein philippinischer katholischer Jugendverband, und Mitglied im internationalen Dachverband katholischer Jugendverbände „Fimcap“.

## Geschichte
Im 19. Jahrhundert entwickelten sich die ersten Strukturen katholischer Jugendarbeit in Europa. Unter anderem entstand dabei die Chiro-Bewegung in Flandern. Durch belgische Missionare wurde dieses Jugendarbeitskonzept auch auf die Philippinen gebracht. Chiro wurde auf den Philippinen am 10. Januar 1952 durch Bruder Francis Gevers CICM initiiert. Der Sitz ist Quezon City.